# Задача Неймана
Зада́ча Не́ймана, вторая краевая задача — в дифференциальных уравнениях краевая задача с заданными граничными условиями для производной искомой функции на границе области — так называемые граничные условия второго рода. По типу области задачи Неймана можно разделить на два типа: внутренние и внешние. Названа в честь Карла Неймана.

## Постановка задачи
Внутренняя задача Неймана ставится следующим образом: в области {\displaystyle \Omega } найти функцию {\displaystyle u\in C^{2}(\Omega )\cap C^{1}({\overline {\Omega }})}, удовлетворяющую следующим условиям:
{\displaystyle \Delta u=0} в области {\displaystyle \Omega }
{\displaystyle {\frac {\partial u}{\partial \mathbf {n} }}{\Bigg |}_{\partial \Omega }=u_{1}(\mathbf {x} ),\ u_{1}\in C(\partial \Omega ),}
где {\displaystyle \Delta } — оператор Лапласа, {\displaystyle \mathbf {n} } — внешняя единичная нормаль к границе области {\displaystyle \Omega }.
На неограниченных областях {\displaystyle \Omega } (внешняя задача Неймана) в постановке задачи добавляется дополнительное условие ограниченности на бесконечности искомой функции {\displaystyle u}. Решение внешней задачи Неймана в пространстве размерности {\displaystyle n>2} единственно, если на бесконечности функция {\displaystyle u\rightarrow 0}. В двумерном случае решение может быть найдено с точностью до константы, если выполняется условие (*).
В общем случае второй краевой задачей называют задачу решения некоторого дифференциального уравнения в частных производных с заданным поведением производной на границе.

## Условие разрешимости
Из теории потенциала известно, что необходимым условием разрешимости внутренней задачи Неймана является выполнение равенства
{\displaystyle \int \limits _{\;\partial \Omega }u_{1}(\mathbf {x} )dS=0,\qquad \qquad (*)}
при этом решение внутренней задачи Неймана может быть найдено лишь с точностью до константы.

## Физическая интерпретация
Для уравнений различных процессов вторые краевые задачи, в отличие от первых, задаются и интерпретируются по-разному, например:
- Для уравнения теплопроводности задаются в виде {\displaystyle {\Bigl .}-\lambda {\frac {\partial u}{\partial \mathbf {n} }}{\Bigr |}_{\partial \Omega _{2}}=u_{1}(\mathbf {x} )}, что интерпретируется как тепловой поток на границе области.
- Для уравнений, получаемых из уравнений Максвелла, например для уравнения относительно вектора {\displaystyle \mathbf {E} } интерпретируется как магнитное поле на границе. Такие условия называются магнитными краевыми условиями. Для вектора {\displaystyle \mathbf {H} } интерпретируется как электрическое поле на границе и называются электрическими краевыми условиями. В случае скалярного уравнения задаются как: {\displaystyle {\Bigl .}-\mu ^{-1}{\frac {\partial E}{\partial \mathbf {n} }}{\Bigr |}_{\partial \Omega _{2}}=u_{1}(\mathbf {x} )}, в векторном случае: {\displaystyle {\Bigl .}\left(\mu ^{-1}\nabla \times \mathbf {E} \right)\times \mathbf {n} {\Bigr |}_{\partial \Omega _{2}}=\mathbf {u_{1}} (\mathbf {x} )}[2].

## Аналитическое решение
Аналитическое решение для задачи Неймана можно выразить с помощью функции Грина:
{\displaystyle u(\mathbf {y} )=\int _{\partial \Omega }{u_{1}(\mathbf {x} )G(\mathbf {x} ,\mathbf {y} )dx}},
где {\displaystyle G(\mathbf {x} ,\mathbf {y} )} — функция Грина для оператора Лапласа в области {\displaystyle \Omega }.

## Вторые краевые условия в численных методах
При решении задачи различными численными методами вторые краевые условия учитываются по-разному:
- В методе конечных разностей производная {\displaystyle {\frac {\partial u}{\partial \mathbf {n} }}} аппроксимируется специальной разностной схемой, на той же сетке и полученное уравнение добавляется к общей системе
- В методе конечных элементов вторые краевые учитываются в вариационной постановке и являются добавками в правую часть уравнения: {\displaystyle \mathbf {b} _{i}=\int _{\Omega }{f(\mathbf {x} )\varphi _{i}(\mathbf {x} )dx}+\int _{\partial \Omega _{2}}{u_{1}(\mathbf {x} )\varphi _{i}(\mathbf {x} )dx}}, где {\displaystyle f(\mathbf {x} )} — правая часть уравнения, {\displaystyle \partial \Omega _{2}} — часть границы, на которых заданы вторые краевые, {\displaystyle \varphi _{i}(\mathbf {x} )} {\displaystyle i}-я базисная функция[2].